# Winchester 1400/1500
Les Winchester Model 1400 et 1500 sont des fusils de chasse semi-automatiques produits dans les années 1970 (M1400) puis 1980 (M1500).
Les différences entre les deux armes sont minimes.

## Fiche technique du modèle Chasse
- Pays d'origine :  États-Unis
- Fabricant : Winchester Repeating Arms Company
- Mécanisme : tir semi-automatique par emprunt des gaz.
- Munition : Calibre 12. Existait aussi en calibre 16 et 20.
- Canon : 71 cm. Existait aussi des canons longs de 66 et 76 cm.
- Magasin : 2/4 coups
- Longueur du fusil : 1,22 m
- Masse du fusil vide : 3,2 kg.